# جوزف آرتور
جوزف آرتور (انگلیسی: Joseph Arthur؛ زادهٔ ۲۸ سپتامبر ۱۹۷۱) یک موسیقی‌دان اهل ایالات متحده آمریکا است. وی از سال ۱۹۹۶ میلادی تاکنون مشغول فعالیت بوده‌است.
از فیلم‌ها یا مجموعه‌های تلویزیونی که وی در آن‌ها نقش داشته است می‌توان به از شر شیطان نجاتمان ده اشاره نمود.